# مخفت

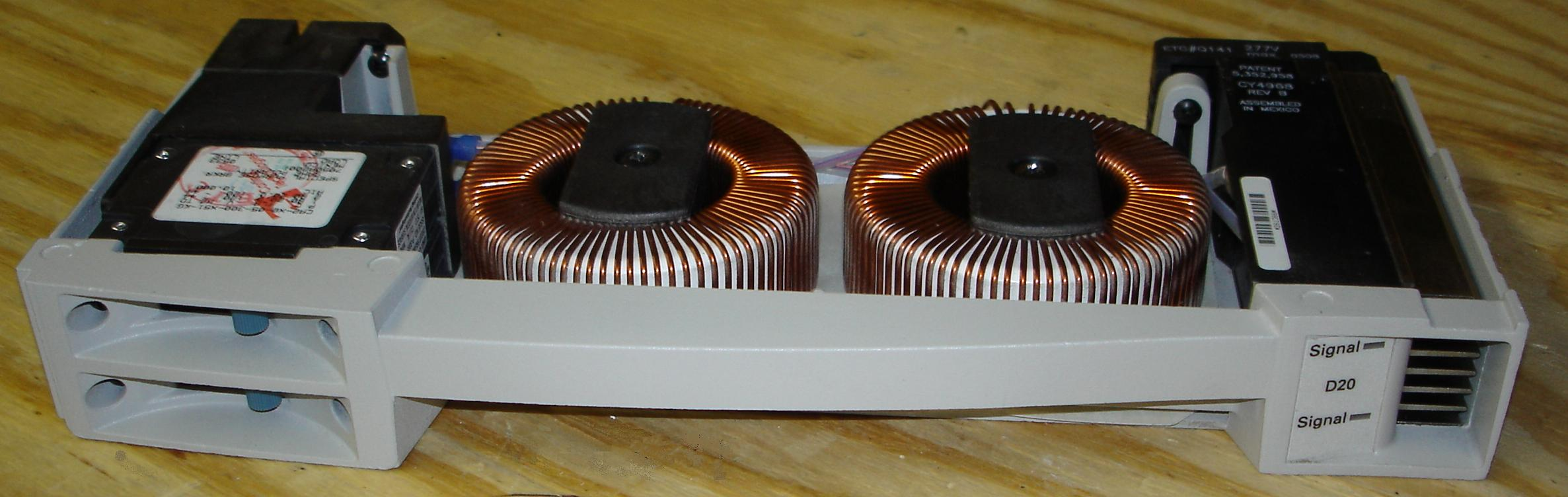
مخفّت ثنائي، يُستخدم في التحكم بشدة اضاءة المسارح، انتاج شركة ETC.

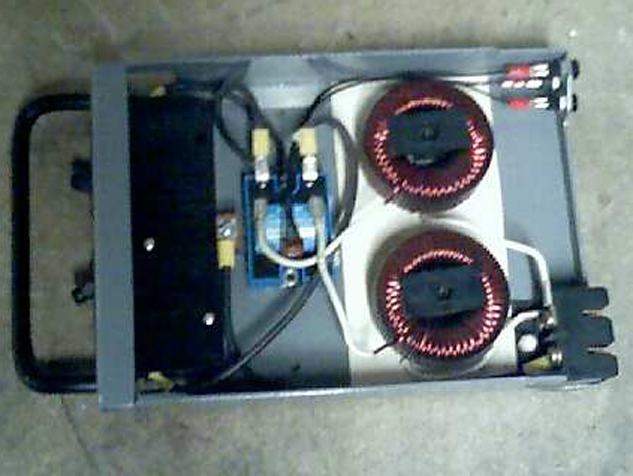
مخفّت آخر من صناعة كولورتران. غالبًا ما تكون المخفتات القوية مزودة بملفات خنق لقمع التداخل اللاسلكي.

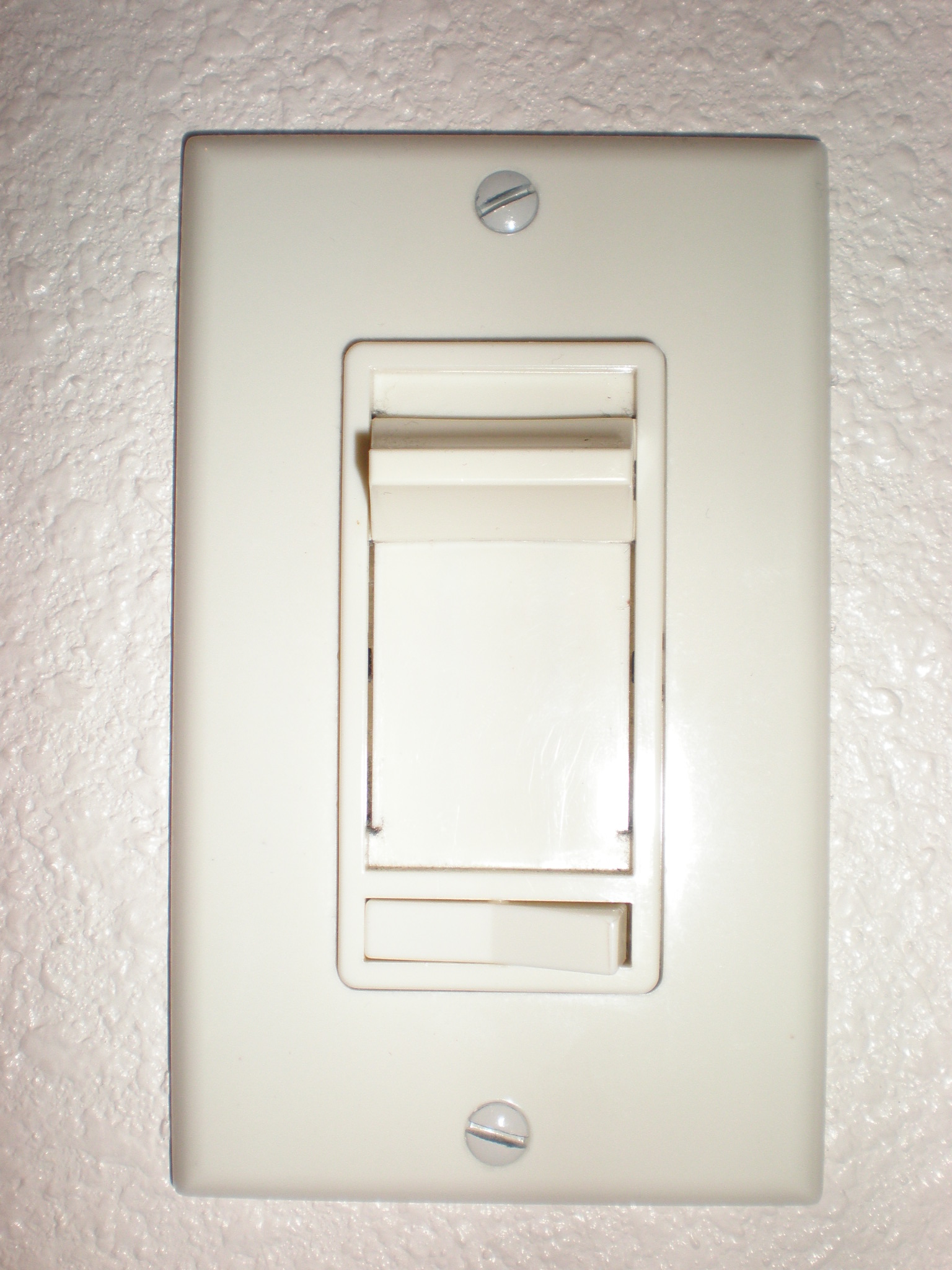
مخفت إضاءة صغير منزلي مع زر تخفيت الاضاءة.

المخفت أو المِقتام (بالإنجليزية: Dimmer)‏ هي أجهزة متصلة بمصباح إضاءة وتُستخدم لتقليل سطوع الضوء. من الممكن تخفيض شدة صدور الضوء عن طريق تغيير شكل موجة الجهد الكهربائي المُسلط على المصباح. على الرغم من استخدام الأجهزة ذات الجهد المتغير لأغراض متعددة، فإن استعمال المصطلح «مُخفت» يكون عمومًا، للأجهزة المصممة للتحكم في مخرج الضوء من المصابيح المتوهجة المقاومة والموصلية الكهربائية، مصابيح الهالوجين ومؤخرًا المصابيح الفلورية المدمجة والصمامات الثنائية الباعثة للضوء. هناك حاجة إلى مزيد من المعدات المتخصصة لتخفيف شدة إضاءة مصابيح الفلوريسنت ومصابيح بخار الزئبق وإضاءة الحالة الصلبة وغيرها من أنواع الإضاءة القوسية الأخرى.
تتراوح أحجام المخفتات من وحدات صغيرة الحجم تُستعمل في مفاتيح الضوء المنزلية إلى وحدات عالية الطاقة، تُستخدم في تركيبات الإضاءة المسرحية أو تركيبات الإضاءة المعمارية الكبيرة. عادة ما يُتحكم في المخفتات المنزلية الصغيرة مباشرة، على الرغم من توفر أنظمة التحكم عن بُعد (مثل X10 [الإنجليزية]). يُتحكم في المخفتات الاحترافية الحديثة بشكل عام بواسطة نظام تحكم رقمي مثل ديدي إم آكس [الإنجليزية] أو دي إيه إل آي [الإنجليزية]. غالبًا ما تستخدم هذه البروتوكولات، في الأنظمة الأحدث مع الإيثرنت.
تسمى التغييرات التي تطرق للكثافة في صناعة الإضاءة الاحترافية، بثلاث أسماء، «تتلاشى» ويمكن أن «تتلاشى» أو «تتلاشى إلى الأسفل». كان للمخفتات ذات التحكم اليدوي المباشر، حد للسرعة التي يمكن تغييرها، لكن حُلت هذه المشكلة إلى حد كبير بوحدات رقمية حديثة (على الرغم من أنه لا يزال من الممكن تجنب التغييرات السريعة جدًا للإضاءة عن طريق طرق أخرى مثل طول حياة المصباح).
تصنع المخفتات الحديثة من أشباه الموصلات بدلاً من المقاومات المتغيرة، لأنها ذات كفاءة كهربائية أعلى. يبدد المقاوم المتغير الطاقة على أنها حرارة ويعمل مجزئا للجهد. نظرًا لأن المخفتات أشباه الموصلات أو المخفتات ذات الحالة الصلبة تنتقل بسرعة بين حالة منخفضة المقاومة «تشغيل» وحالة عالية المقاومة «إيقاف»، فإنها تبدد قدرًا ضئيلًا جدًا من الطاقة مقارنةً بالحمل المتحكًم فيه.

## التاريخ
يُتحكم مباشرة في المخفتات الأولى من خلال التلاعب اليدوي للوحات المخفتتات الكبيرة. يتطلب هذا استعمال كل الطاقة من خلال موقع التحكم في الإضاءة، والذي قد يكون غير مناسب وغير فعال، كما يمكن أن يكون خطيرًا على الأنظمة الكبيرة أو عالية الطاقة، مثل تلك المستخدمة في إضاءة المسارح.
تحصل جرانفيل وودز في عام 1896، على براءة اختراعه لـ "مخفتات السلامة"، والتي قللت إلى حد كبير من الطاقة المهدرة من خلال تقليل كمية الطاقة المتولدة لمطابقة الطلب المرغوب، بدلاً من حرق الطاقة غير المرغوب فيها.
ابتكر جويل سبيرا، في عام 1959، مؤسس شركة لوترون للإلكترونيات في عام 1961، مخفتات تعتمد على الصمامات الثنائية ومحولات ذاتية، مما يوفر الطاقة ويسمح بتركيب المخفتات في صندوق حائط كهربائي أساسي.
تحصل يوجين اليسيو في عام 1966،على براءة اختراع لمحول مقبس المصباح الكهربائي لضبط مستوى الضوء على لمبة إضاءة واحدة باستخدام الترياك. لإيواء هذا الجهاز، قرر باستعمال جهاز دائري بحجم 2 بوصة، ذو نهاية واحدة قابلة للثني في مقبس المصباح الكهربائي، بينما يكون الطرف الآخر قادرا على وصل المصباح الكهربائي.
عند استخدام مخفتات الحالة الصلبة، تُصبح الأنظمة التناظرية للتحكم عن بعد (مثل أنظمة التحكم في الإضاءة من 0-10 فولت) ممكنة. كان أسلاك أنظمة التحكم أصغر بكثير (مع انخفاض التيار وانخفاض الخطر) من كابلات الطاقة الثقيلة لأنظمة الإضاءة السابقة. امتلك لكل مخفت، أسلاك تحكم خاصة به، مما أدى إلى خروج العديد من الأسلاك موقع التحكم في الإضاءة.
تتيح بروتوكولات التحكم الرقمية الأحدث مثل دي إم آكس 512 أو دي إيه إل آي أو أحد البروتوكولات العديدة المستندة على الإيثرنت مثل آرت نت أو إتسنت أو إس ايه سي إن أو باثبورت أو شونت أو كي أن أيه تي، التحكم في عدد كبير من المخفتات (ومعدات أخرى) من خلال كابل واحد.

## أنواع المخفتات

### المخفتات المقاومة المتغيرة
كانت المخفتات القائمة على المقاومة المتغيرة (الريوستات) غير فعالة، إذ أنها تبدد جزءًا كبيرًا من معدل قدرة الشحنة مثل حرارة. كانت المخفتات كبيرة وتتطلب الكثير من تبريد الهواء. نظرًا لأن تأثيرها الخفيف يعتمد إلى حد كبير على الحمل الكلي المطبق على كل مقاوم متغير، يجب أن تكون الشحنة متناسقة بعناية إلى حد ما، مع معدل قوة المقاوم المتغير. أخيرًا، نظرًا لاعتمادهم على التحكم الميكانيكي، فقد أدى ذلك إلى بطئهم وكان من الصعب تغيير العديد من القنوات في وقت واحد.

#### مخفتات المياه المالحة
تتضمن الأمثلة الأولية للخافتات المقاومات المتغيرة السائلة (الريوستات السائلة)، مقاومة الماء المالح أو المقاومة المتغيرة السائلة، يوفر السائل بين جهة اتصال ثابتة وأخرى متحركة، مقاومة متغيرة. كلما اقتربت نقاط التلامس من بعضها البعض، كلما زاد الجهد المتاح للضوء. تتطلب مخفتات الماء المالح إضافة منتظمة للمياه والصيانة، بسبب التآكل، وتُنشط الأجزاء المكشوفة أثناء عملية التشغيل، مما يشكل خطرا للصدمات الكهربائية.

### محول لفائف الدوران

مخفتان مزودان بمحوّلان ذّاتييان بمحرك معدله 6000 واط. يستخدم هذا النوع من المخفتات في إضاءة القاعات المسرحيَّة

استخدم محول الدوران اللولبي لفائف مغناطيس كهربائي ثابت الموضع، بالتزامن مع ملف متغير الموضع، لتغيير الجهد في الخط من خلال تغيير محاذاة الملفين. بعد تدويره بمقدار 90 درجة، يتأثر الملف الثانوي بحقلين متساويين ولكن متعارضين مع الحقل الأساسي، مما يؤدي إلى إلغائهم بعضهم البعض بشكل فعال، وبذلك، لا ينتج أي جهد في المرحلة الثانوية. تشبه هذه الملفات العضو الدوار الرئاسي والعضو الثابت كما هو مستخدم في المحرك الكهربائي، باستثناء أن الدوار كان مثبتًا ضد الدوران باستخدام الفرامل ونُقل إلى مواقع محددة باستخدام التروس ذو عزم الدوران المرتفع. نظرًا لأن عضو الدوار لم يتحول مطلقًا لدورة كاملة، فليس هناك حاجة إلى أداة تبديل، ويمكن استخدام الكابلات المرنة الطويلة على الدوار بدلاً من ذلك.

### مخفتات التحويل الذاتي
ثم قٌدمت المحولات الذاتية المتغيرة (الاسم التجاري «فارياك»). على الرغم من أنها لا تزال كبيرة مثل المخفتات المتغيرة، والتي تشبهها كثيرًا عن قرب، إلا أنها أجهزة فعالة نسبيًا. إن ناتجهم من الجهد، وبالإضافة إلى تأثير الخفتان الخاص بهم، مستقل إلى حد كبير عن الشحنة المستعملة، لذا كان من الأسهل بكثير تصميم الإضاءة الملحقة بكل قناة من المحولات الأوتوماتيكية. كان التحكم عن بعد في المخفتات لا يزال غير عمليا، على الرغم من أن بعض المخفتات كانت مزودة بمحركات يمكن أن تقلل أو تزيد ببطء من سطوع المصابيح المرفقة. توفقت المحولات التلقائية عن الاستخدام للإضاءة ولكنها تستخدم للتطبيقات الأخرى.
المخفتات ذات الحالة الصلبة
قٌدمت إلكترونيات الجوامد أو أشباه الموصلات لحل بعض هذه المشكلات. تعمل مخفتات أشباه الموصلات على العمل في وقت قابل للتعديل (زاوية المرحلة) بعد بداية كل دورة نصف تيار متناوبة، مما يؤدي إلى تغيير شكل موجة الجهد المُستعملة على المصابيح وتغيير قيمة الجذر التربيعي الفعالة. نظرًا لأنهم يتحولون بدلاً من امتصاص جزء من الجهد الموفر، فهناك القليل جدًا من الطاقة المهدرة. يمكن أن يكون التعتيم فوريًا كما يمكن التحكم فيه بسهولة عن طريق الأجهزة الإلكترونية عن بُعد.

## وصلات خارجية
- دارات المخفت الضوئي (بالإنجليزية)
- تصليح نظم مخفتات صديقة للبيئة (بالإنجليزية)
- Dimmers, Switchbanks & Efficiency